# Windows Terminal
Windows Terminal — эмулятор терминала с несколькими вкладками, разработанный Microsoft для Windows 10 в качестве замены Windows Console. Он может запускать любое приложение командной строки в отдельной вкладке. Предварительно настроен для запуска командной строки, PowerShell, WSL, SSH и Azure Cloud Shell Connector. Windows Terminal поставляется со своим собственным интерфейсом для рендеринга. Начиная с версии 1.11 в Windows 11, приложения командной строки могут запускаться с использованием этого нового интерфейса вместо старой Windows Console.

## История
Windows Terminal был анонсирован на конференции разработчиков Microsoft Build 2019 в мае 2019 года как современная альтернатива Windows Console, а исходный код Windows Terminal впервые появился на GitHub 3 мая 2019 года. Первый предварительный релиз появился 10 июля 2019 года и носил номер 0.2. Первая стабильная версия вышла 19 мая 2020 года под номером 1.0, после чего Microsoft начала выпускать предварительные версии в качестве приложения Windows Terminal Preview, которое можно было устанавливать параллельно со стабильной версией.

## Особенности
Терминал — это интерфейс командной строки. Он может запускать несколько приложений командной строки, включая текстовые оболочки, в окне с несколькими вкладками. Имеет встроенную поддержку командной строки, PowerShell, Bash в подсистеме Windows для Linux (WSL) и изначально может подключаться к облачной оболочке Azure.
Windows Terminal расширяет возможности работы с текстовыми командами, предоставляя поддержку для:
- Вкладки записной книжки для хранения нескольких экземпляров в одном окне
- Поддержка последовательности ANSI VT
- UTF-8 и UTF-16 (включая идеограммы CJK и эмодзи)
- Аппаратно-ускоренный рендеринг текста с помощью DirectWrite
- Поддержка современных шрифтов и функций шрифтов (см. Ниже)
- 24-битный цвет
- Эффекты прозрачности окна
- Темы, фоновые изображения и настройки цвета вкладок[12]
- Различные режимы окна (например, полноэкранный режим, режим фокусировки, режим всегда сверху)
- Разделенные панели
- Палитра команд[12]
- Поддержка списка переходов[12]
- Совместимость с экранным дикторам через дерево автоматизации пользовательского интерфейса (UIA)[13]
- Поддержка встроенных гиперссылок[12]
- Копирование текста в буфер обмена в формате HTML и RTF
- Ввод с помощью мыши
- Настраиваемые привязки клавиш
- Инкрементный поиск

### Cascadia Code
Cascadia Code — это специальный моноширинный шрифт, созданный Аароном Беллом из Saja Typeworks, для нового интерфейса командной строки. Он включает в себя лигатуры программирования и был разработан для улучшения внешнего вида Windows Terminal, терминальных приложений и текстовых редакторов, таких как Visual Studio и Visual Studio Code. Исходный код шрифта открыт и распространяется по лицензии SIL Open Font License на GitHub. Он был включён в состав Windows Terminal, начиная с версии 0.5.2762.0.